# Мундемба
Мундемба — місто на південному заході Південно-Західної провінції Камеруну.

## Географія
Розташоване на заході країни неподалік від кордону з Нігерією.

### Клімат
Місто знаходиться у зоні, котра характеризується мусонним кліматом. Найтепліший місяць — березень із середньою температурою 26.3 °C (79.3 °F). Найхолодніший місяць — серпень, із середньою температурою 23.7 °С (74.7 °F).
| Клімат Мундемби         | Клімат Мундемби | Клімат Мундемби | Клімат Мундемби | Клімат Мундемби | Клімат Мундемби | Клімат Мундемби | Клімат Мундемби | Клімат Мундемби | Клімат Мундемби | Клімат Мундемби | Клімат Мундемби | Клімат Мундемби | Клімат Мундемби |
| Показник                | Січ.            | Лют.            | Бер.            | Квіт.           | Трав.           | Черв.           | Лип.            | Серп.           | Вер.            | Жовт.           | Лист.           | Груд.           | Рік             |
| Середня температура, °C | 25,1            | 26,2            | 26,3            | 26              | 25,6            | 24,8            | 23,8            | 23,7            | 24,3            | 24,7            | 25,1            | 24,9            | 25              |
| Норма опадів, мм        | 22.3            | 53.3            | 143.6           | 201.8           | 254.7           | 372.5           | 498.2           | 479.4           | 442.4           | 333.1           | 116.9           | 27.6            | 2945.8          |
| Днів з опадами          | 3,3             | 6               | 12,7            | 17              | 19,9            | 22,5            | 25,1            | 26,7            | 25,9            | 23,1            | 9,4             | 3,6             | 195,2           |
| Вологість повітря, %    | 74.5            | 72.6            | 76.3            | 79              | 81.9            | 83.8            | 85.7            | 85.8            | 84.1            | 83.5            | 82.2            | 78.5            | 80.7            |
| ----------------------- | --------------- | --------------- | --------------- | --------------- | --------------- | --------------- | --------------- | --------------- | --------------- | --------------- | --------------- | --------------- | --------------- |
| Джерело: Weatherbase    |                 |                 |                 |                 |                 |                 |                 |                 |                 |                 |                 |                 |                 |